# Tricholochmaea spiraeophila
Tricholochmaea spiraeophila es una especie de insecto coleóptero de la familia Chrysomelidae.
Fue descrita científicamente en 1932 por Hatch & Beller.